# Glycosmis longifolia
Glycosmis longifolia är en vinruteväxtart som först beskrevs av Daniel Oliver, och fick sitt nu gällande namn av Tyôzaburô Tanaka. Glycosmis longifolia ingår i släktet Glycosmis och familjen vinruteväxter. Inga underarter finns listade i Catalogue of Life.